# 地岩风
地岩风（学名：Libanotis depressa）是伞形科岩风属的植物，是中国的特有植物。分布在中国大陆的四川、西藏、青海等地，生长于海拔3,800米的地区，多生长于山坡草地和河滩地，目前尚未由人工引种栽培。